# 汉斯-乌尔里希·鲁德尔
漢斯-烏爾里希·魯德爾（德語：Hans-Ulrich Rudel，1916年7月2日—1982年12月18日）是第二次世界大戰德國空軍的一名俯衝轟炸機飛行員，外號「東線之鷹」（Adler von der Ostfront），曾摧毀519輛戰車、破壞1艘戰艦、1艘巡洋艦、1艘驅逐艦和70艘登陸艇，魯德爾本人亦宣稱曾取得9次空戰勝利、破壞超過800輛各式車輛、摧毀超過150個火砲、反戰車砲和防空砲陣地、4列裝甲列車和無數橋樑與補給線。魯德爾在東線戰場共飛過2,530次對地攻擊任務，通常是駕駛「斯圖卡」俯衝轟炸機，其中還有430次飛的是Fw 190戰鬥機。
魯德爾出生於西利西亞，1936年時志願加入德國空軍，在第二次世界大戰爆發時，魯德爾還在偵查單位進行飛行訓練，後在其意願下轉進俯衝轟炸機單位，並轉調至法國。1941年6月，德國展開「巴巴羅薩作戰」入侵蘇聯時，魯德爾才執行了第一次俯衝轟炸機戰鬥任務。1941年9月23日，他投彈重創蘇軍戰艦「馬拉號」，使其被迫退出戰列好幾個月。1942年1月6日，魯德爾在完成他第400次出擊任務後，獲頒「騎士鐵十字勳章」，後轉調至雷希林的空軍試驗場，測試裝備BK 37反戰車砲的Ju 87 G型的性能。魯德爾之後駕駛Ju 87G型返回戰場，於庫班橋頭堡一帶作戰，摧毀了大量登陸艇。1943年4月14日，魯德爾因完成超過1000次戰鬥飛行任務而獲頒「橡葉騎士鐵十字勳章」；1943年10月30日，他摧毀了第100輛戰車；11月25日，因完成了1600次飛行任務又使其鐵十字勳章加上了「寶劍」；1944年2月22日，魯德爾被任命為第2對地攻擊「英麥曼」聯隊第3大隊大隊長。1944年3月29日，魯德爾因摧毀了超過200輛戰車，並出擊了超過1,800次戰鬥任務，令其鐵十字勳章被加封「鑽石」級，即「鑽石橡葉佩劍騎士鐵十字勳章」。1944年10月，魯德爾任第2對地攻擊聯隊隊長。1944年12月22日，魯德爾完成了第2400次的戰鬥任務，並在隔天摧毀了其生涯的第463輛戰車，因此於1945年1月1日由阿道夫·希特勒親自贈與「鑽石金橡葉佩劍騎士鐵十字勳章」。1945年2月8日，魯德爾在任務中身負重傷，右腳小腿被截肢，並需長時間靜養，但他又在3月25日升空出擊，最終於5月8日在基特辛根陸軍機場向美軍投降。
1946年4月，魯德爾從戰俘營被釋放，之後他在科斯费尔德經營一間運輸公司。1948年，魯德爾流亡至阿根廷，還創立了協助納粹戰犯逃至中東或拉丁美洲的「同志社」（Kameradenwerk），與威廉·薩森一同保護了在奧斯威辛集中營負責遴選猶太人送進毒氣室的前親衛隊醫生──約瑟夫·門格勒。魯德爾也曾於國防工業擔任過軍事顧問。在阿根廷總統胡安·裴隆的庇護下，魯德爾不僅因大量政府的軍事訂單而致富，還以軍事顧問的身份活躍於玻利維亞、智利的奧古斯圖·皮諾契特及巴拉圭的阿爾弗雷多·斯特羅斯納政權間，也因此被美國中央情報局祕密監視著。在1953年的西德聯邦大選中，魯德爾是極右翼政黨──「德意志國家黨」的代表，但並未當選。1955年，阿根廷爆發「解放者革命」，裴隆被迫結束他第二任的總統生涯，而受其庇護的魯德爾不得不流亡至阿根廷，他於當地也以德國多家企業代表的身份活躍於南美各國的商場。1977年，魯德爾又擔當極右翼政黨──「德國人民聯盟」的發言人。1982年，魯德爾於罗森海姆去世，葬於泰伦霍芬。

## 生平

### 早年
魯德爾於1916年7月2日出生在德意志帝國普魯士王國西里西亚康雷德斯瓦尔道（現今的波蘭下西里西亚省瓦烏布日赫區一帶），是路德教派牧師約翰內斯·魯德爾（Johannes Rudel）與瑪莎·穆克納（Martha Mückner）的第三個孩子，上有兩個姊姊——英格（Ingeborg）和約翰娜（Johanna）。魯德爾在希维德尼察、扎甘、尼斯基、格尔利茨和盧班等不同的堂区中度過童年時光，雖然課業很差，但對運動非常熱衷。1922至1936年，魯德爾在盧班完成小學、人文学科導向的文理中學的基礎教育，並通過預科畢業會考。1936年下半年，魯德爾參加「國家勞役團」，於巴特穆斯考的尼萨河河岸服義務勞動。1936年12月4日，魯德爾以軍校生身份志願加入了德國空軍，完成基礎訓練後再於1937年6月轉至柏林维德派克-瓦尔德的第三空戰學校（Luftkriegsschule 3）進行飛行訓練。
1938年6月，魯德爾已是候補軍官，轉至位於格拉茨-塔勒豪夫（Thalerhof，現為格拉茲機場）的第168俯衝轟炸機聯隊第1大隊，於第1中隊進行俯衝轟炸訓練。魯德爾本人不煙不酒，嗜好運動而體魄強健，但遲遲無法掌握飛行技能，一度被認為不適任戰鬥任務，故於1938年12月1日調至希尔德斯海姆的航空偵查學校（Aufklärungsschule）進行航空偵查任務的訓練。1939年1月1日，魯德爾晉升少尉，後於6月調至普伦茨劳的第121偵察大隊第2中隊。

### 第二次世界大戰
1939年9月1日，德軍入侵波蘭，第二次世界大战爆發。入侵不久後，魯德爾所屬的第121偵察大隊被調至靠近波兰走廊的施奈德米尔（現今的皮瓦），也因此在波蘭執行數次的長程空中偵查，包括布列斯特-科韋利-盧茨克一線的鐵路，並於1939年11月9日獲得二級鐵十字勳章。不過，自入侵行動開始，魯德爾就多次請求調至俯衝轟炸機單位，但在1940年3月2日，魯德爾仍被送至位於維也納-弗洛里茨多夫的第43航空訓練團（Fliegerausbildungs-Regiment 43），隨後又調至克赖尔斯海姆任團副。在第43航空訓練團期間，魯德爾參加了多種體育活動，如穿越維也納的接力賽跑，還在1940年10月6日於西利西亞舉辦的十項全能錦標賽中獲得第三名。1940年6月下旬，魯德爾調至駐於法國卡昂的第3俯衝轟炸機聯隊第1大隊。
由於魯德爾在駕駛能力上差強人意，他並未參加不列顛戰役。1940年9月1日，魯德爾晉升中尉。1941年初，他轉入位於格拉茨-塔勒豪夫的Ju 87俯衝轟炸機-補充中隊（Ergänzungsstaffel），這是專門訓練俯衝轟炸機駕駛員的單位。根據魯德爾的自述，他在當地終於掌握了雙人座俯衝轟炸機——Ju 87的操作。1941年4月中，他被調至駐於希臘莫拉伊的第2俯衝轟炸機「英麥曼」聯隊第1大隊，但因為先前駕駛能力不良的評價而使他在克里特島戰役只能從事非戰鬥任務。

#### 蘇德戰爭

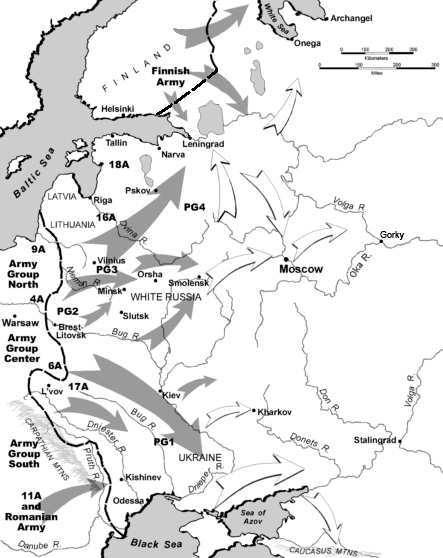
「巴巴羅薩作戰」推進示意圖，魯德爾隸屬於支援進攻莫斯科方向的中央集團軍的第2航空隊。

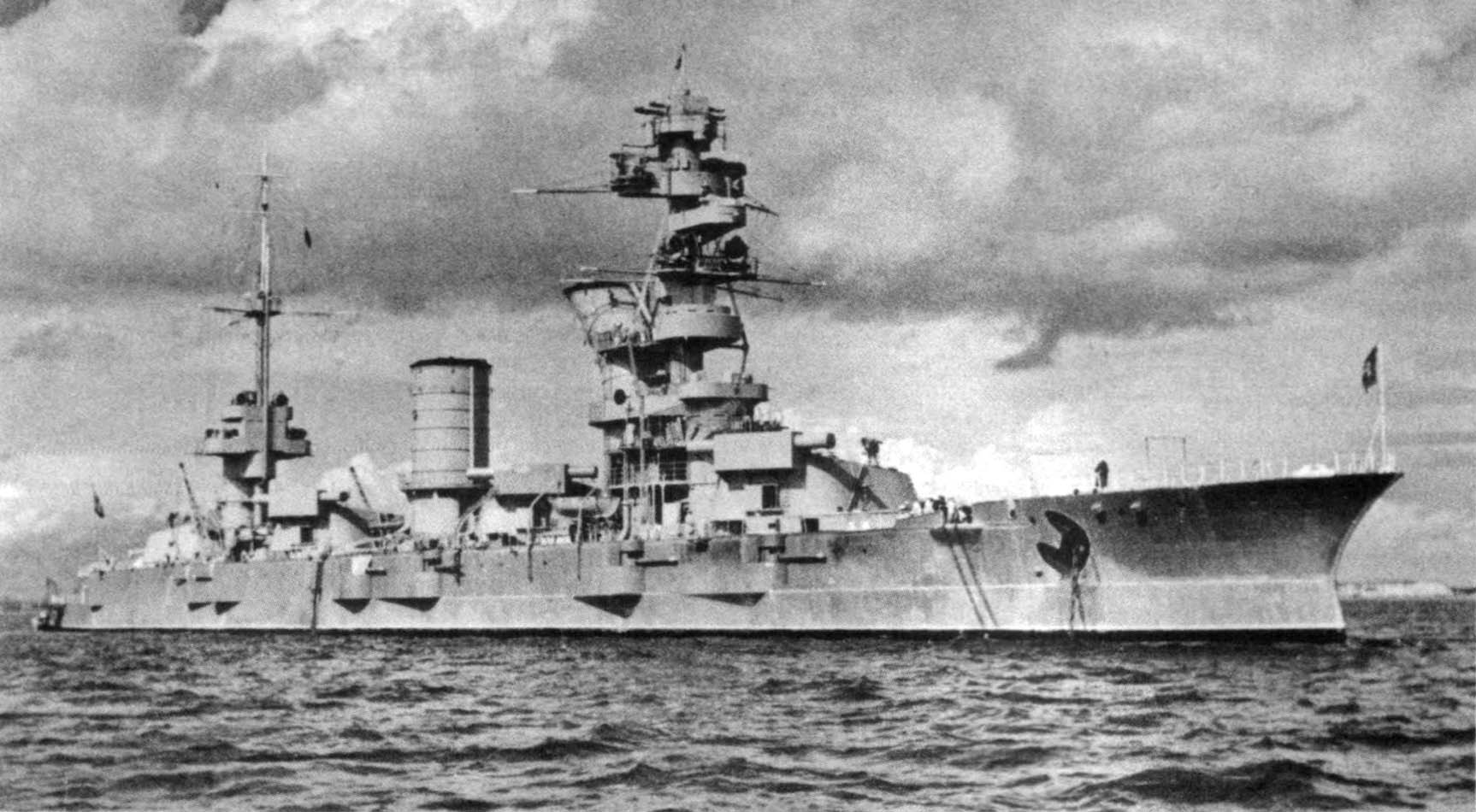
1939年的「馬拉號」戰艦。

1941年6月，第2俯衝轟炸機聯隊移防至波蘭拉奇基，為入侵蘇聯的「巴巴羅薩行動」做準備，聯隊本部、第1、第3大隊，被納入沃尔弗拉姆·冯·里希特霍芬航空兵上將指揮的第8航空軍下，其上級單位為阿爾貝特·凱塞林元帥指揮的第2航空隊，負責支援费多尔·冯·博克指揮的中央集團軍的北翼和左翼，目標為攻下蘇聯首都——莫斯科。魯德爾本人在蘇德開戰前不久還駕著Ju 87去科特布斯的飛機檢修所，入侵的消息還是從收音機新聞聽來的。開戰當天，他開著另一架飛機前往英斯特堡（現今切尔尼亚霍夫斯克），後往東南方的拉奇基，加入埃華德·詹森中尉的第1中隊。6月23日，魯德爾擔任詹森的僚機，終於在當天首次駕駛了俯衝轟炸機升空作戰，一天便在格罗德诺與瓦夫卡維斯克一帶出擊四次。戰鬥開始的頭兩週，第2俯衝轟炸機聯隊都在為第3裝甲兵團對斯摩棱斯克的攻勢提供空中支援。魯德爾不久後被調至海因里希·布呂克爾上尉指揮的第3大隊下擔任技術軍官（Technischer Offizier），負責大隊上所有技術相關的勤務，包括日常維護、整修和調整。1941年7月18日，魯德爾授封一級鐵十字勳章和金質對地支援前线飞行章。
8月29日，第3大隊受命調至盧加南方的機場，魯德爾數次出動支援第16和第18軍團北進的攻勢。當地蘇聯海軍「波羅的海艦隊」與其主力艦——馬拉號和十月革命號戰艦，連同支援的重巡洋舰基洛夫號與馬克希姆·高爾基號猛烈砲轟進攻列寧格勒的德軍。里希特霍芬因此下令第2俯衝轟炸機聯隊去轟炸蘇軍的特遣艦隊。1941年9月21日，魯德爾進行了這項任務的頭次出擊，並聲稱對「馬拉號」成功下了一枚500公斤炸彈。9月23日，第2俯衝轟炸機聯隊這次裝備了1,000公斤的穿甲彈去襲擊蘇軍喀琅施塔得軍港。洛塔爾·勞中尉在紀錄上有投下一枚炸彈命中「馬拉號」，造成了一點火災，魯德爾也有命中「馬拉號」，引發了大爆炸，使其脫離戰列好幾個月，這段戰鬥過程存在許多爭議。
9月30日，中央集團軍展開旨在奪取莫斯科的「颱風作戰」，第8航空軍再度回歸第2航空隊指揮。10月20日，魯德爾被授予空軍榮譽杯，12月8日又再獲得金級德意志十字勳章，是第3大隊中第一位獲得此榮譽者。時至12月底，魯德爾完成了他的第400次出擊任務。1942年1月6日，魯德爾因重創「馬拉號」和「十月革命號」戰艦、擊沉與重創各一艘巡洋艦而獲得「騎士鐵十字勳章」。地面目標方面，魯德爾曾摧毀和破壞15座橋樑、23個砲兵陣地、4輛裝甲列車和17輛戰車與突擊砲。1941至42年間的冬季，魯德爾都在瓦爾代高地附近的伏尔加河–道加瓦河–第聂伯河地區出擊，當時蘇軍在莫斯科戰役中獲勝，其趁勢反攻時將魯德爾作戰地區附近的勒熱夫西部的德軍包圍於兩個口袋——庫姆和德米楊斯克。
1942年初，魯德爾獲准休假，於阿爾特-科爾福特陪伴父母，並結了婚，還和妻子參加了奧地利蒂罗尔的滑雪活動。1942年3至8月，魯德爾擔任格拉茨-塔勒豪夫的訓練補充中隊（Ergänzungsstaffel）中隊長，並之後與該中隊一起調至克里米亞的萨拉布斯村（Sarabus，現為近衛軍村），位於辛菲罗波尔以北10（6.2英里）處。1942年8月15日起，魯德爾指揮第2俯衝轟炸機聯隊第9中隊與補充中隊在高加索和黑海一帶作戰。1942年9月23日，魯德爾擊傷了圖阿普謝港內的一艘4,000容積總噸的商船，隔日他又完成了第500次的出擊。1942年11月初，魯德爾在顿河畔罗斯托夫住院治療肝炎。1942年11月17日，魯德爾被任命為第2俯衝轟炸機聯隊第1中隊隊長，參加史達林格勒戰役。除了第2俯衝轟炸機聯隊外，里希特霍芬還投入第1俯衝轟炸機聯隊的第2大隊及第77俯衝轟炸機聯隊的單位從空中轟炸蘇軍。1942年11月25日，第2俯衝轟炸機聯隊第1大隊協防第1俯衝轟炸機聯隊佔領的奧博里夫斯基、對抗蘇軍的騎兵師，這天魯德爾共前後出擊了17次戰鬥任務。1942年12月14日，在魯德爾完成了第750次出擊後，儘管被提名獲得「橡葉騎士鐵十字勳章」，但未獲准。

#### 反戰車作戰

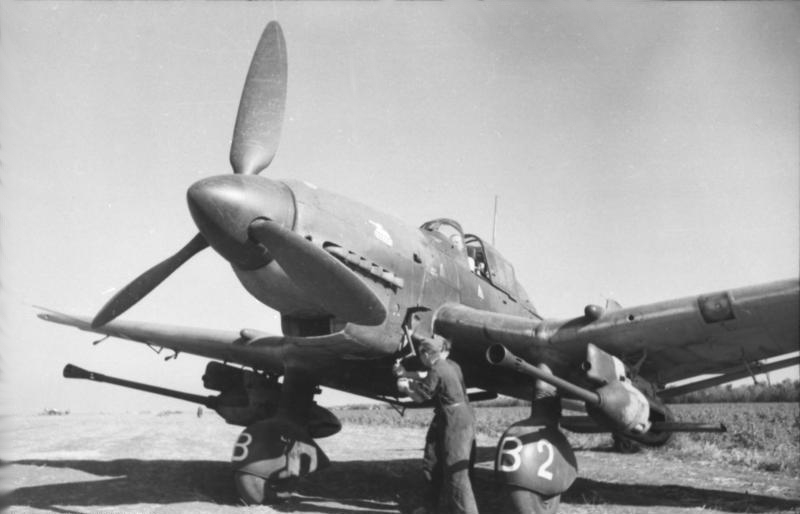
魯德爾的Ju 87 G-1型斯圖卡，綽號「大砲鳥」（Kanonenvogel），外部掛有兩門37公釐機砲，德軍在庫尔斯克之戰中首次大量使用。

1943年2月10日，魯德爾完成了他的第1000次出擊行動——對抗伊久姆一帶的蘇軍第57軍團，之後獲得14天的探親假。收假後，魯德爾再轉調至雷希林的空軍試驗場，參與漢斯-卡爾·塞普上尉對Ju 87G型的反坦克試驗，此型Ju 87兩翼下各加裝了一門37公釐航砲。1943年4月1日，魯德爾晉升上尉。當時第2俯衝轟炸機聯隊正在克雷姆斯克一帶的庫班橋頭堡進行任務。在當地魯德爾與第2俯衝轟炸機聯隊一起出擊，他用Ju 87的機砲摧毀了70艘蘇軍的登陸艇。有些攻擊行動以機上掛載的槍式相機拍攝下來，成了約瑟夫·戈培爾領導的国民教育与宣传部宣傳新聞片——《德國每週新聞》的素材。空軍自己的宣傳雜誌——《鷹》也在1943年第12冊報導了魯德爾。1943年4月14日，魯德爾因完成了超過1000次戰鬥任務而獲頒「橡葉騎士鐵十字勳章」，是全德軍第229位獲得此榮譽者，且是在柏林的總理府中由希特勒親自頒授。
1943年7月5日，库尔斯克会战首日，魯德爾於别尔哥罗德駕駛Ju 87 G型，這是他第一次以這種機型進行戰鬥任務，而首次出擊就摧毀了4輛蘇軍的T-34坦克，當天共破壞了12輛敵軍戰車 當天魯德爾和他的中隊負責支援往特特热维诺（Teterevino）進攻的親衛隊第2「帝國」裝甲師。在兩天內，第5近衛戰車軍就因魯德爾的俯衝轟炸機部隊和親衛隊的戰車攻擊而損失了其200輛兵力中的100輛。1943年7月17日，第3大隊大隊長瓦爾特·克勞斯中尉於奧廖爾一帶陣亡，兩天後，魯德爾接任該職務。1943年8月12日早，魯德爾完成了第1,300次出擊任務。
1943年10月6日早上，魯德爾完成了他第1500次戰鬥任務，是第一位達到此紀錄的飛行員。1943年10月18日，第2俯衝轟炸機聯隊改編為第2對地攻擊聯隊「英麥曼」。10月30日，魯德爾駕駛Ju 87G型於基洛沃格勒一帶摧毀了他的第100輛戰車，1943年11月，他完成了第1600次戰鬥任務，僅11月23日一天就摧毀蘇軍7輛戰車。由於上述的成就，魯德爾於11月25日獲頒「橡葉佩劍騎士鐵十字勳章」，是全德軍中第42位獲得此榮譽者。頒授地點於拉藤堡元首總部中的「狼穴」指揮部，由希特勒親自頒發。

#### 東線戰場的失利
1944年1月，魯德爾率領第3大隊官兵前往防守蘇軍於1944年1月1日至16日間展開的「第聶伯河-喀爾巴阡山脈攻勢」，蘇軍司令官伊萬·斯捷潘諾維奇·科涅夫指揮烏克蘭第2方面軍攻擊德軍第8軍團，後者又於科爾遜-契爾卡塞攻勢（1944年1月24日至2月16日）中被包圍。1944年1月7日至10日，魯德爾再度擊毀了17輛蘇軍戰車，他在1月11日時宣稱已擊毀了自己紀錄的第150輛戰車，並在1月16日完成了第1,700次出擊任務。1944年2月22日，魯德爾被正式任命為第3大隊大隊長，並於3月1日晉升上尉（以補回原在1942年10月1日即可晉升的資歷）。3月20日當天的第八次出擊，任務目標為轟炸橫跨揚皮爾一帶德涅斯特河的橋樑，但魯德爾為救助被擊落於地面的同僚免於被俘虜而降落至敵後，結果其飛機起落架陷進了鬆軟的地面而無法起飛，連同魯德爾等四人只能倚賴步行逃回德國佔領區。蘇軍緊追魯德爾一行人，後者只得跳進德涅斯特河游泳，魯德爾的後座機槍手亨舍爾（Hentschel）因此溺斃。不久，另外三人又被蘇軍俘虜，只有魯德爾在肩膀被輕武器射傷後逃脫，直到隔天終於成功逃回德軍陣營。
1944年3月25日，魯德爾完成了第1,800次戰鬥任務，而隔天，正逢蘇軍發動「第一次雅西-奇西瑙攻勢」（1944年4月8日–6月6日）的前置進攻，魯德爾又在當天於雅西以北40（25英里）的弗萊什蒂摧毀了17輛戰車。這項成就使他在1944年3月27日首度被軍方的政宣媒體——《國防軍日報》所提及。隔日，魯德爾又達成了他生涯中第202輛戰車擊破數成就，除了《國防軍日報》再度加以宣傳外，他本人也在3月29日被授予「鑽石橡葉配寶劍騎士鐵十字勳章」，魯德爾是全德軍中第11位、飛行員中第7位獲得此勳章者。頒獎儀式於希特勒位於巴伐利亞阿爾卑斯山脈贝希特斯加登一帶的行館「贝格霍夫」舉辦，公事結束後魯德爾放了個假期陪伴妻兒，之後又重返東線，回到現駐紮於羅馬尼亞西南部小城胡希的大隊中。1944年6月1日，魯德爾完成了他的第2000次戰鬥飛行任務，這天他也摧毀了生涯中的第301輛戰車，其中78輛是被其投擲的炸彈破壞、223輛是用37公釐機砲摧毀的。1944年6月3日，《國防軍日報》再度表揚魯德爾的戰果。德國空軍總司令帝国元帅赫尔曼·戈林則是頒給魯德爾金質鑲鑽的飞行员与侦查员联合章和標有「2000」字樣的「對地支援前線飛行章」。
1944年7月13日，第3大隊被調往羅馬尼亞領土東邊疆界中部的胡希，而此時苏联红军正展開「巴格拉基昂行動」，朝维斯瓦河猛烈攻擊。至於從海乌姆機場起飛的第3大隊則是往拉瓦羅斯卡亞與烏克蘭和白俄羅斯尋找對地攻擊的目標。7月22日，大隊移防到维斯瓦河與桑河交叉地的梅萊茨一帶，從當地起飛對抗雅罗斯瓦夫、热舒夫與維斯沃克河一帶的蘇軍戰車縱隊。8月5日，魯德爾宣稱於當天擊毀11輛戰車，他因此第四度登上《國防軍日報》，此時他的獵殺戰車生涯紀錄已達378輛，其中300輛以機砲摧毀。8月14日，魯德爾又於庫爾蘭戰區擊毀了8輛戰車。然而在8月19日，魯德爾的座機於拉脫維亞的埃爾格利一帶被防空砲擊中而迫降，他腿部因此受傷。魯德爾的單位之後調回羅馬尼亞，接著又轉至匈牙利。8月28日起，魯德爾先後從普洛耶什蒂煉油廠西北部70公里的70（43英里）布澤烏、托考伊附近的特什納德、米什科尔茨、巴拉顿湖東北方的绍约考佐、索尔诺克附近的福尔莫什、布达佩斯附近的韋切什和塞克什白堡附近的波格納德等地升空作戰。

#### 聯隊長

第2俯衝轟炸機聯隊隊徽。

1944年9月1日，魯德爾晉升中校，並於10月1日受命指揮第2對地攻擊聯隊。11月17日，魯德爾大腿受傷，不得不緊急降落在布達佩斯附近的戰鬥機機場。出院後，他立刻又以腳還打著石膏的狀態升空作戰。
1944年12月22日，魯德爾達成了他第2400次出擊的成就，而在隔天他又報告摧毀了第463輛戰車。1944年12月29日，魯德爾晉升上校，並獲頒「鑽石金橡葉配寶劍騎士鐵十字勳章」，他是第一位、也是唯一一位此勳章的獲得者。獲頒儀式於1月1日在陶努斯山的元首總部——「鷹巢」舉辦，並由希特勒本人親自頒獎。1月14日，魯爾德又在匈牙利肖普朗獲得由萨拉希·费伦茨頒發的金級匈牙利英勇獎章，他也是該獎章唯一的外國獲得者。
1945年2月8日，據信魯德爾又在奧得河附近的莱布斯一帶又摧毀了13輛戰車，因此又於2月10日第五次登上《國防軍日報》，當日在他攻擊第13輛戰車時，被一枚40公釐砲彈擊中。魯德爾右腿受到重傷，只能於德軍戰線後方迫降，他的斯圖卡後座機槍手恩斯特·加德曼替他止了血，之後魯德爾被送往武裝親衛隊於塞洛的野戰醫院，而他的右腳膝蓋以下被截肢，接著他在柏林的「動物園防空塔」接受治療，但於3月25日在飛機上裝了改良的方向舵踏板後再度起飛作戰，他宣稱直到戰爭前又擊毀了26輛戰車。1945年4月19日，這天是希特勒最後一次生日的前一天，當晚魯德爾於柏林總理府附近的「元首地堡」防空洞中與希特勒談話。魯德爾曾在自傳——《斯圖卡飛行員》中聲稱，希特勒還曾命令他去指揮所有的噴射戰鬥機部隊，但後者拒絕了，並最終待到午夜才離開。4月26日，魯德爾接通柏林地堡的電話，表示願意在次日清晨駕機降落於柏林街頭、救走「元首」，但希特勒拒絕，並於4月30日自殺身亡。
1945年5月8日，德國投降，魯德爾決心不要落入蘇聯人手中，他率領3架Ju 87轟炸機和4架Fw 190戰鬥機從布拉格以北的克萊察尼機場出發，向西逃往正被美國陸軍航空軍第405戰鬥機大隊佔領使用的基特辛根機場。魯德爾和他的部屬鎖住飛機的煞車器，並故意將起落架收起，除了一架飛機操作失敗外，其他飛機全都被魯德爾等人迫降破壞，他們在當地向美軍投降，成為战俘。接下來的11個月裡，魯德爾先後被拘留於埃朗根與威斯巴登，而後又轉至英格蘭和法國，最後安置於巴伐利亞菲尔特。

### 轉往南美

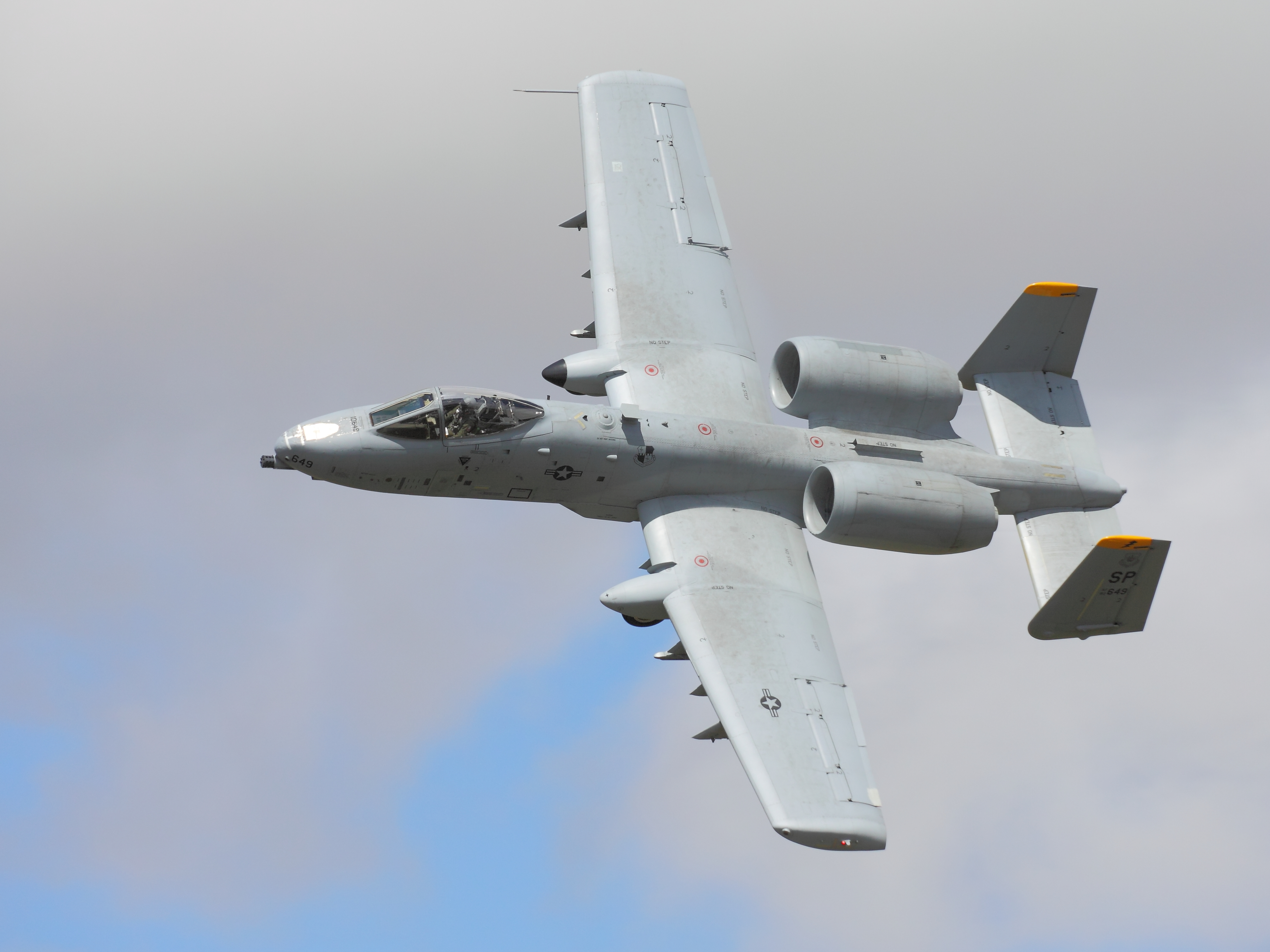
美國空軍的A-10雷霆二式攻擊機。魯德爾在戰後曾擔任該機研發工作的特別顧問，其研發主管皮埃爾·斯普雷甚至要求所有參與者都應閱讀魯德爾的自傳《斯圖卡飛行員》。

1946年4月，魯德爾自菲爾特的戰俘營獲釋，他先是在科斯费尔德當卡車司機，之後成為一名運輸承包商。1948年，魯德爾透過所謂的「鼠線網路」逃亡到阿根廷，他先是徒步穿越德奧邊境，之後從齊勒河谷到義大利，再於罗马與博尔扎诺的走私者聯繫，同時獲得奥地利領銜主教阿洛伊斯·胡达尔的幫助，魯爾德成功弄到了一張国际红十字与红新月运动的假護照，化名「埃米利歐·梅爾」（Emilio Meier），從羅馬直飛布宜諾斯艾利斯，於1948年6月8日抵達當地。
魯德爾就此移民阿根廷，並與阿根廷總統胡安·裴隆和巴拉圭獨裁者、同時也是納粹德國崇拜者的阿尔弗雷多·斯特罗斯纳建立了親密的友誼。魯德爾在阿根廷成立了「同志社」（Kameradenwerk），這是專為納粹戰犯提供救濟幫助的組織，其中著名成員包括親衛隊官員路德維希・里哈特（Ludwig Lienhardt，蘇聯指控該人犯有戰爭罪，要求自瑞典引渡）、庫爾特·克里斯曼（Kurt Christmann，前盖世太保成員，因於克拉斯诺达尔犯下戰爭罪行而被處以10年徒刑）、奧地利籍戰犯弗里多林·古特（Fridolin Guth，前德國駐智利間諜）等等，這個團體也與許多國際通緝中的法西斯主義者有密切的聯繫，包括安特·帕韦利奇、卡洛·斯科爾扎、贝尼托·墨索里尼之子維多利奧·墨索里尼和康斯坦丁·馮·紐賴特的同名长子。除了這些逃往阿根廷者，「同志社」還協助在歐洲服刑的納粹戰犯，如鲁道夫·赫斯和卡尔·邓尼茨，他們有時會寄送阿根廷的食物包裹，或是幫忙支付律師費。魯德爾本人還在阿根廷結識了原納粹集中營醫生和戰犯約瑟夫·門格勒。魯德爾連同前荷蘭籍武裝親衛隊兼戰地記者威廉·薩森（原為前者司機，之後為杜勒出版社（Dürer-Verlag）工作）曾引薦門格勒給納粹支持者沃夫岡·格拉德（Wolfgang Gerhard），協助該人安置於巴西、開始他的新生活。1957年，魯德爾與門格勒還曾共同到智利與機動式毒氣室的發明者瓦爾特·勞夫會面。
魯德爾在阿根廷人口稠密的科尔多瓦市約36公里遠的卡洛斯帕斯鎮租房，經營一間造磚廠，他還在當地撰寫了戰時回憶錄《儘管如此》（Trotzdem），並於1949年11月由布宜諾斯艾利斯的杜勒出版社出版。魯德爾是著名的納粹主義者，在回憶錄中大力讚揚納粹，但《儘管如此》後來還是被西德許可出版。隨著冷戰的加劇，這本書後來也改名為《斯圖卡飛行員》（Stuka Pilot）於美國上市，發行了約100萬冊（世界各語種總發行量約300萬冊），與魯德爾相識的法軍戰鬥機王牌飛行員皮埃尔·克洛斯特曼還為該書法文版作序。1951年，魯德爾又出版了一本小冊子《背刺還是傳言？》（Dolchstoß oder Legende?），內容聲稱德國的反布爾什維克戰爭是一場防禦性戰爭，也是一場保衛全世界的聖戰。
在裴隆的幫助下，魯德爾得以穩定地獲得政府的軍購訂單，他也擔任玻利維亞獨裁者、智利奥古斯托·皮诺切特和巴拉圭斯特羅斯納等人的軍事顧問和軍火貿易商。1955年，阿根廷爆發「解放者革命」，使裴隆被迫結束第二次總統任期，魯德爾也因此搬離阿根廷，移民到巴拉圭。隨後幾年魯德爾繼續擔任數家德國企業的外國代表、繼續巡迴南美各國，這些公司包括萨尔茨吉特股份公司、多尼爾、福克-沃爾夫、梅塞施密特、西门子公司和拉玛雅国际咨询公司。魯德爾還曾擔任美國空軍開發新式對地攻擊機——A-10雷霆二式攻擊機的特別顧問，其研發主管皮埃爾·斯普雷還是魯德爾的崇拜者，他稱後者是「所有時代裡最偉大的密接支援飛行員」，甚至要求所有計畫參與者都應閱讀魯德爾的自傳——《斯圖卡飛行員》。
根據歷史學家彼得·哈默施密特（Peter Hammerschmidt）從德國聯邦情報局和美國中央情报局的檔案調查，聯邦情報局曾透過名為「莫瑞克斯」（Merex）的公司與前親衛隊和納粹黨人士有密切聯繫，而在1966年該公司代表、前國防軍少將瓦爾特·杜呂克（Walter Drück）就在中情局的監視下、由魯德爾和薩森牽線，將聯邦國防軍的退役武器賣給拉丁美洲的各國獨裁者。哈默施密特也寫道，魯德爾協助建立莫瑞克斯和前親衛隊國家保安總局成員弗里德里希·施溫德的聯絡管道，而該人又與秘魯和玻利維亞的軍火貿易有密切關聯。60年代初，魯德爾、施溫德和克劳斯·巴比三人還曾城成立名為「明星」（La Estrella）的公司，僱用大量前親衛隊軍官，提供他們在拉丁美洲的庇護。魯德爾也透過該公司接觸了擁有自己親衛隊和前國防軍人際網路的奧托·斯科爾茲內。

### 運動和政治活動
儘管魯德爾只剩下一條腿，但他依舊是非常活躍的運動員，積極從事網球、滑雪和登山运动。1949年，魯德爾參加了阿根廷圣卡洛斯-德巴里洛切的世界滑雪錦標賽，他以殘疾人的身份參與了最高級別的賽事，並在障礙賽中取得第四名。1951年，他幾乎成功登頂了美洲大陸（同時也是南半球和西半球）最高峰、海拔6,960.8（22,837英尺）的阿空加瓜山，僅是因天候惡劣在離頂峰50公尺處被迫折回。1953年，魯德爾又與友人三度征服阿根廷境內安地斯山脈世界第五高火山——尤耶亞科山（海拔6,739（22,110英尺））。
1953年，魯德爾回到了西德，很快便成了新納粹主義的「德國國家黨」領頭人物。魯德爾代表國家黨參選1953年西德聯邦議院選舉，但沒有成功勝選進入联邦议院。时代周报總編輯約瑟夫·穆勒-馬爾林曾指出，魯德爾有著自我中心的性格，他在演講中自認代表所有二戰的德國老兵發言，大力抨擊西方盟國沒有支持德國的對蘇戰爭。魯德爾的政治傾向後來使他與過去的戰友們關係日漸疏遠，加德曼便是其中之一。穆勒-馬爾林最後總結魯德爾「再也沒有（這支）聯隊了」。1977年，魯德爾出任由格爾哈德·費瑞成立的民族主義政黨——「德國人民聯盟」發言人。
1976年10月，魯德爾無意間引發一系列被稱作「魯德爾醜聞」的事件，當時聯邦國防部國務秘書赫爾曼·施密特正於駐哈特海姆弗赖堡的聯邦德國空軍第51戰術「英麥曼」聯隊舉辦前「英麥曼」聯隊成員的傳統聚會，而魯德爾作為該聯隊的末任战时聯隊長也同樣受邀，由於擔憂魯德爾擅自在空軍基地讚揚納粹，施密特下令聚會不得在該場合。這個決定很快便傳到時任北約盟軍第2戰術航空軍司令、在二戰曾擔任戰鬥機飛行員的瓦爾特·克魯平斯基處，克魯平斯基很快聯絡了空軍總監格爾哈德·林堡，強烈要求在基地內舉行，後者稍後也予以同意，但施密特仍持反對意見。儘管如此，魯德爾依舊出席了聚會，除了簽名和贈書外也並未做出什麼政治聲明。

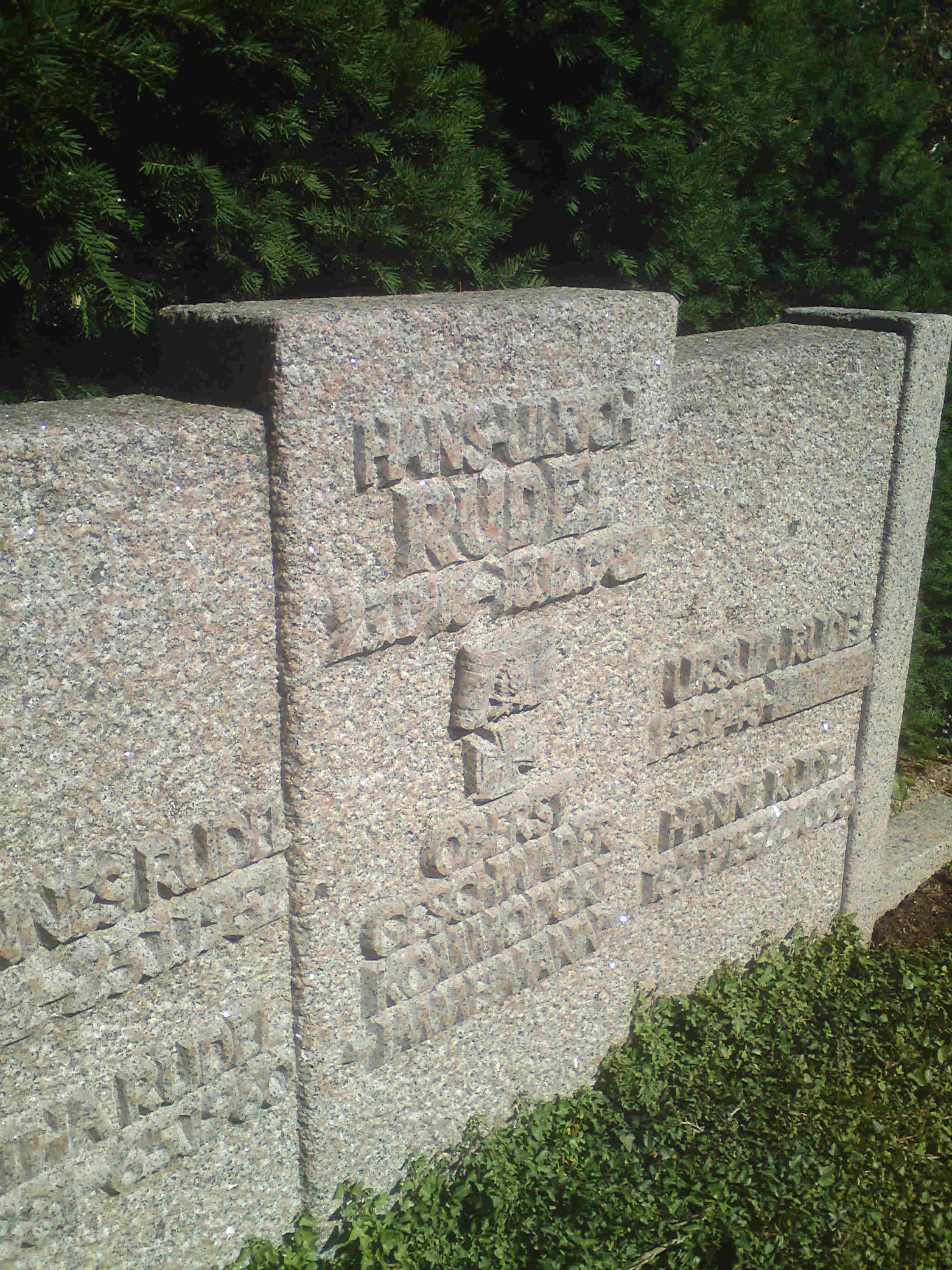
泰伦霍芬的魯德爾之墓。

在例行的採訪上，記者提問克魯平斯基和其副手卡爾-海因茲·弗朗克將軍對魯德爾的看法，這兩人將堅定的納粹擁護者、現為新納粹支持者的魯德爾與社會民主黨領袖赫伯特·魏纳拿來比較。魏纳曾於1930年代為「德国的共产党」成員，在二戰期間居於莫斯科，據稱他曾參與內務人民委員部的活動。兩位將軍形容魏纳為一名極端主義者，並讚揚魯德爾「從未偷過自家的任何一點東西」，仍是一位值得尊敬之人。此言一出引發軒然大波，國防部長格奧爾格·勒伯爾以軍法第50條命令兩位將軍於1976年11月1日提前退休，而勒伯爾也受到反對黨基民盟的猛烈攻擊，導致在1978年初提早下台。1977年2月3日，聯邦議會重新討論此事件，「魯德爾醜聞」也因此引發了應如何看待軍事傳統的議題，而後新任國防部長漢斯·阿貝爾於1982年9月20日引入了新條款——《關於理解和培養傳統之指南》，結束了這段爭論。
1978年阿根廷舉辦世界盃足球賽，魯德爾前去拜訪了駐阿斯科琴加訓練營的德國國家足球隊。德國媒體因此批評「德國足球總會」，並將魯德爾此行視為對1976年阿根廷政變後上台的軍政府的支持。足球總會主席赫尔曼·纽贝格則對魯德爾的訪問做出正面評價，聲稱對魯德爾來訪的中傷根本是「對所有德國士兵的侮辱」（德語：käme einer Beleidigung aller deutschen Soldaten gleich）。德國隊教練贝尔蒂·福格茨在世界杯結束後進一步提出了批評：「阿根廷是個法治國家，我從未見過任何一名政治犯」（德語：Land, in dem Ordnung herrscht. Ich habe keinen einzigen politischen Gefangenen gesehen）。事實上魯德爾也不是只有這次才在世界盃賽事拜訪國家隊，他早在1958年瑞典世界盃中，德國隊以3比1擊敗阿根廷時就前去問候，當時也同樣受到球隊經理塞普·赫尔贝格的熱烈歡迎。
1970年4月26日，魯德爾首度中風，1982年12月18日再度中風，於罗森海姆逝世，10天後在泰伦霍芬下葬。令人疑惑的是，魯德爾的葬禮場合上空有兩架聯邦國防軍的F-4幽靈II戰鬥機低空飛過。儘管泰伦霍芬本就是軍用飛機的正規航線，但也引起了是否有軍方刻意向葬禮「致敬」的爭議，國防部長曼弗雷德·溫納爾表示當時那兩架飛機只是在進行日常訓練。另外在葬禮期間有四位弔唁者被拍到行使納粹禮的動作，而德国刑法第86条第一款已明定禁止出現納粹相關的圖騰或標誌，因而接受調查。

## 家庭
魯德爾曾有過三次婚姻，且妻子都叫烏蘇拉（Ursula）。第一次是1942年與暱稱「漢妮」（Hanne）的烏蘇拉結婚，並育有兩子——漢斯-烏爾里希（1943）和齊格非（Siegfried，1945）。魯德爾夫婦於1950年離婚。根據新聞雜誌《明镜》的說法，離婚的原因是妻子擅自將他的勳章，包括鑽石橡葉勳章賣給一名美國收藏家，且不願與他移居阿根廷。烏蘇拉之後在1951年3月27日的《明镜》上否認賣掉勳章一說，同時表示自己也無意這麼做。1965年，魯德爾與烏蘇拉·迪美什（Ursula Daemisch）結婚，並在1969年生了三子克里斯多夫（Christoph），但兩人還是在1977年離婚，魯德爾最後又娶了烏蘇拉·巴斯菲爾德（Ursula Bassfeld）。

## 戰鬥紀錄
魯德爾在二次大戰東線戰場出過2,530次戰鬥任務，主要是駕駛Ju 87「斯圖卡」俯衝轟炸機，這其中還有430次是以Fw 190戰鬥機執行對地攻擊任務。魯德爾被認為摧毀了519輛戰車、嚴重損毀蘇聯戰艦「馬拉號」、巡洋舰「彼得巴甫洛夫斯克號」、驱逐舰「明斯克號」和70艘登陸艇，另外他還宣稱摧毀了超過800輛各式車輛、150個以上的砲兵、反戰車砲和防空砲陣地、4列裝甲列車以及破壞大量橋樑與補給線。魯德爾也有取得9次空戰勝利的確實紀錄，其中7次是戰鬥機，另外2次是伊尔-2攻擊机。他還曾被防空砲擊落或迫降30次、負傷5次和救援6名陷入敵陣的僚機同伴。有說法稱二戰期間，蘇聯方面指魯德爾為「蘇聯人民最大之敵」，甚至最高領導人約瑟夫·史達林懸賞魯德爾的人頭高達10萬盧布。

## 榮譽

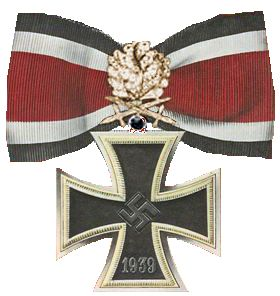
鑽石金橡葉佩劍騎士鐵十字勳章，魯德爾是全德軍唯一一位此章獲得者

- 空軍榮譽獎杯（英语：Ehrenpokal der Luftwaffe）：1941年10月20日授予[105]
- 金級重傷獎章[106]
- 黃金鑲鑽飞行员与侦查员联合章[106]
- 德意志十字勳章：1941年12月2日授予[107]
- 鐵十字勳章

- 二級：1939年11月10日授予
- 一級：1941年7月18日授予（另有一說1941年7月15日授予）

- 前线飞行章

- 金級：1941年7月18日授予
- 出擊2000次任務黃金鑲鑽級

- 騎士鐵十字勳章

- 騎士鐵十字勳章：1942年1月6日授予，時任中尉與第2俯衝轟炸聯隊第9中隊隊長
- 第229位橡葉騎士鐵十字勳章獲得者：1943年4月14日，時任中尉與第2俯衝轟炸「英麥曼」聯隊第1中隊隊長
- 第42位橡葉佩劍騎士鐵十字勳章獲得者：1943年11月25日授予，時任上尉與第2俯衝轟炸「英麥曼」聯隊第3大隊大隊長
- 第10位鑽石橡葉佩劍騎士鐵十字勳章獲得者：1944年3月29日授予，時任少校與第2對地攻擊「英麥曼」聯隊第3大隊大隊長
- 第1位鑽石金橡葉佩劍騎士鐵十字勳章獲得者：1944年12月29日授予，時任中校與第2對地攻擊「英麥曼」聯隊聯隊長

- 第8位（也是唯一一位外國得主）匈牙利金級英勇獎章（英语：Medal of Bravery (Hungary)）：於1945年1月14日獲得[13]
- 義大利银制勇敢勋章[106]
- 五次於《國防軍日報（英语：Wehrmachtbericht）》上被報導：1944年3月27日[119]、1944年3月28日[120]、1944年6月3日[121]、1944年8月6日[122]、1945年2月10日[123]

## 著作
- （德文）. Buenos Aires, Argentina: Dürer-Verlag. 1951. OCLC 603587732.
- （德文）. Schriftenreihe zur Gegenwart, Nr. 4. Buenos Aires, Argentina: Dürer-Verlag. 1951. OCLC 23669099.
- （德文）. Schriftenreihe zur Gegenwart, Nr. 6. Buenos Aires, Argentina: Dürer-Verlag. 1952. OCLC 48951914.
- （德文）. Göttingen, Germany: Schütz. 1966 [1949]. OCLC 2362892.
- （英文）. 由Hudson, Lynton翻译. New York: Ballantine Books. 1958. OCLC 2362892.
- （德文）. Rosenheim, Germany: Deutsche Verlagsgesellschaft. 1994. OCLC 34396545.
- （德文）. Kiel, Germany: ARNDT-Verlag. 2001. ISBN 978-3-88741-039-1.

## 註解
1. ↑  「鑽石橡葉佩劍騎士鐵十字勳章」是德軍勳獎制度中僅次於「大十字勳章」的勳章，而後者只授予對贏得重大戰役或會戰的高階指揮官，而全德軍中也僅有空軍總司令赫尔曼·戈林因贏得法國戰役的勝利而獲得，因此「鑽石橡葉佩劍騎士鐵十字勳章」是普通士兵或低階軍官所能獲得的最高榮譽[3]。
2. ↑  許多文獻都將擊沉「馬拉號」的功績歸給魯德爾，但他實際上只投下了命中該戰艦的兩枚炸彈的其中一枚[23]。吴荣华則對照德蘇兩國文獻，認為「馬拉號」受襲的過程實際上是挨了三顆炸彈的攻擊，第一枚是勞中尉，擊中前甲板，第二枚則是一名不知名的飛行員投的1000公斤炸彈，直接命中「馬拉號」的一號砲塔，引發該砲塔的彈藥庫爆炸，接下來才是魯德爾丟的炸彈。魯德爾曾自稱命中「馬拉號」艦中部，將其從中間炸成兩截而沉沒，但該艦實際上沒有被擊沉，只是嚴重受損，後方的三號與四號砲台仍有戰鬥力。吳榮華也否認了魯德爾自稱擊沉「十月革命號」戰艦的說法，並同樣表示其自稱「擊沉一艘驅逐艦」的戰果得不到蘇聯方面資料的證明[24]。
3. ↑  貝格斯特羅姆（Bergström）表示魯德爾在庫斯克單日摧毀12輛戰車的確切日期不明，有資料顯示可能是7月12日，而非7月5日[36]。
4. ↑  根據另外一份由布魯丁（Brütting）提供的資料顯示，魯德爾於1944年8月1日便接任聯隊長的職務[55]。
5. ↑  杜勒出版社（1947—1958）曾出版過許多前納粹主義者和與其合作者的著作，除了魯德爾外，早期還有戈培爾和威爾納·瑙曼的私人新聞副官威弗瑞德·馮·歐芬擔任編輯。薩森還曾說服過阿道夫·艾希曼撰文分享他對猶太人大屠殺的觀點。杜勒出版社最終於1958年破產倒閉[77]。
6. ↑  根據薛茲爾的資料，魯德爾當時是第2俯衝轟炸聯隊第3中隊的飛行員和技術軍官[111]。
7. ↑  根據薛茲爾的資料，魯德爾當時是第2俯衝轟炸聯隊第3中隊長[111]。

### 圖書
- （德文）Benz, Wolfgang.  [Handbook of Anti-Semitism] 6. Berlin, Germany: Walter de Gruyter Saur. 2013. ISBN 978-3-11-030535-7.
- （德文）Berger, Florian. . Vienna, Austria: Selbstverlag Florian Berger. 1999. ISBN 978-3-9501307-0-6.
- （德文）Brütting, Georg.  7th. Stuttgart, Germany: Motorbuch. 1992 [1976]. ISBN 978-3-87943-433-6.
- （德文）. München, Germany: Deutscher Taschenbuch Verlag GmbH & Co. KG. 1985. ISBN 978-3-423-05944-2.
- （德文）Fellgiebel, Walther-Peer. . Friedberg, Germany: Podzun-Pallas. 2000 [1986]. ISBN 978-3-7909-0284-6.
- （德文）Fröhlich, Claudia; Heinrich, Horst-Alfred. . Stuttgart, Germany: Franz Steiner Verlag. 2004. ISBN 978-3-515-08246-4.
- （德文）Wulffen, Bernd. . Berlin, Germany: Ch. Links Verlag. 2010. ISBN 978-3-86153-573-7.
- （德文）Hammerschmidt, Peter. . Frankfurt am Main, Germany: Fischer. 2014. ISBN 978-3-10-029610-8.
- （德文）Obermaier, Ernst. . Mainz, Germany: Verlag Dieter Hoffmann. 1976. ISBN 978-3-87341-021-3.
- （德文）Patzwall, Klaus D. . Norderstedt, Germany: Verlag Klaus D. Patzwall. 2008. ISBN 978-3-931533-08-3.
- （德文）Patzwall, Klaus D.; Scherzer, Veit. . Norderstedt, Germany: Verlag Klaus D. Patzwall. 2001. ISBN 978-3-931533-45-8.
- （德文）Scherzer, Veit. . Jena, Germany: Scherzers Miltaer-Verlag. 2007. ISBN 978-3-938845-17-2.
- （德文）Stockert, Peter. . Bad Friedrichshall, Germany: Friedrichshaller Rundblick. 1997. ISBN 978-3-932915-01-7.
- （德文）Thomas, Franz. . Osnabrück, Germany: Biblio-Verlag. 1998. ISBN 978-3-7648-2300-9.
- （德文）Von Seemen, Gerhard. . Friedberg, Germany: Podzun-Verlag. 1976. ISBN 978-3-7909-0051-4.
- （英文）Astor, Gerald. . Weidenfeld. 1986. ISBN 978-0-297-78853-9.
- （英文）Bergström, Christer; Mikhailov, Andrey. . Pacifica, California: Pacifica Military History. 2000. ISBN 978-0-935553-48-2.
- （英文）Bergström, Christer; Dikov, Andrey; Antipov, Vlad; Sundin, Claes. . Hamilton MT: Eagle Editions. 2006. ISBN 978-0-9761034-4-8.
- （英文）Bergström, Christer. . Hersham, Surrey: Classic Publications. 2007. ISBN 978-1-90322-388-8.
- （英文）Bergström, Christer. . Burgess Hill: Classic Publications. 2008. ISBN 978-1-90322-391-8.
- （英文）Bourne, Merfyn. . Leicester: Troubador Publishing. 2013. ISBN 978-1-78088-441-7.
- （英文）Coram, Robert. . Back Bay Books. 2004. ISBN 978-0-316-79688-0.
- （英文）Fraschka, Günther. . Atglen, Pennsylvania: Schiffer Military/Aviation History. 1994. ISBN 978-0-88740-580-8.
- （英文）Goñi, Uki. . London, UK: Granta. 2003 [2002]. ISBN 978-1-86207-552-8.
- （英文）Goodrick-Clarke, Nicholas. . New York: New York University Press. 2002. ISBN 978-0-8147-3155-0.
- （英文）Hamilton, Charles. . R. James Bender Publishing. 1996. ISBN 978-0-912138-66-4.
- （英文）Harvey, James. . Casemate. 2011-01-05. ISBN 978-1-61200-023-7.
- （英文）Just, Günther. . Atglen, Pennsylvania: Schiffer Military History. 1986. ISBN 978-0-88740-252-4.
- （英文）Levy, Alan.  Revised 2002. London: Constable & Robinson. 2006 [1993]. ISBN 978-1-84119-607-7.
- （英文）Nipe, George M. . Stamford, CT: RZM Publishing. 2011. ISBN 978-0-9748389-4-6.
- （英文）Posner, Gerald L.; Ware, John. . New York: McGraw-Hill. 1986. ISBN 978-0-07-050598-8.
- （英文）Rohwer, Jürgen.  Third Revised. Annapolis, MD: Naval Institute Press. 2005. ISBN 978-1-59114-119-8.
- （英文）Rottman, Gordon L. . London: Osprey Publishing. 2013. ISBN 9781782001751.
- （英文）Scutts, Jerry. . Oxford, UK: Osprey Publishing. 1999. ISBN 978-1-85532-906-5.
- （英文）Smith, Peter Charles. . Scribner. 1971. ISBN 978-0-684-16701-5.
- （英文）Steinacher, Gerald. . Oxford: Oxford University Press. 2011. ISBN 978-0-19-165377-3.
- （英文）Toland, John. . New York: Ballantine. 1977 [1976]. ISBN 978-0-345-25899-1.
- （英文）Ward, John. . St. Paul, MN: MBI. 2004. ISBN 978-0-7603-1991-8.
- （英文）Weal, John. . Oxford, UK: Osprey Publishing. 2003. ISBN 978-1-84176-608-9.
- （英文）Weal, John. . Oxford, UK: Osprey Publishing. 2012. ISBN 978-1-78200-530-8.
- （英文）Williamson, Gordon; Bujeiro, Ramiro. . Oxford, UK: Osprey Publishing. 2004. ISBN 978-1-84176-641-6.
- （波兰語）Murawski, Marek J. . Lublin, Poland: Kagero. 2013. ISBN 978-83-62878-51-2.
- （中文）汪冰. . 北京: 中国长安出版社. 2013. ISBN 978-7-5107-0649-3.
- （中文）吳榮華. . 北京: 人民日报出版社. 2014. ISBN 978-7-5115-2531-4.

### 期刊
- （德文）Burkhardt, Peter. . Süddeutsche Zeitung. 2010-05-17  [2016-01-09]. ISSN 0174-4917. （原始内容存档于2021-03-09）.
- （德文）Gessler, Philipp. . Die Tageszeitung. 2011-06-20  [2016-01-05]. ISSN 0931-9085. （原始内容存档于2016-09-12）.
- （德文）Müller-Marein, Josef. . Die Zeit. 1953-08-27  [2015-12-21]. ISSN 0044-2070. （原始内容存档于2019-10-28）.
- （德文）Saueier, Hans. . Die Zeit. 1976, 46  [2015-12-17]. ISSN 0044-2070. （原始内容存档于2019-12-10）.
- （德文）. Der Spiegel. 1950, 48  [2014-08-17]. ISSN 0038-7452. （原始内容存档于2020-08-16）.
- （德文）. Der Spiegel. 1950, 51  [2016-01-04]. ISSN 0038-7452. （原始内容存档于2021-02-28）.
- （德文）. Der Spiegel. 1951, 13  [2015-12-27]. ISSN 0038-7452. （原始内容存档于2021-02-28）.
- （德文）. Der Spiegel. 1982, 52  [2016-01-07]. ISSN 0038-7452. （原始内容存档于2021-03-01）.
- （德文）. Der Spiegel. 1983, 1  [2010-12-04]. ISSN 0038-7452. （原始内容存档于2021-03-05）.
- （德文）. Der Spiegel. 2001, 36  [2015-12-30]. ISSN 0038-7452. （原始内容存档于2020-10-22）.
- （德文）Schulze-Marmeling, Dietrich. . Der Tagesspiegel. 2008-06-02  [2016-01-06]. ISSN 0941-9373. （原始内容存档于2021-03-01）.

### 線上資源
- （德文）Neitzel, Sönke. . Neue Deutsche Biographie.   [2018-10-03].
- （德文）. Spiegel Online.   [2014-08-18]. （原始内容存档于2021-02-24）.
- （德文）. Bundeswahlleiter.   [2016-01-06]. （原始内容存档于2009-03-29）.
- （德文）. Bundeswehr. 1976-10-01  [2015-01-03]. （原始内容存档于2016-06-16）.

## 延伸閱讀
- （德文）Frey, Gerhard; Herrmann, Hajo. . München, Germany: FZ-Verlag GmbH. 2004. ISBN 978-3-924309-53-4.
- （英文）Rees, Philip. . Simon & Schuster. 1991. ISBN 978-0-13-089301-7.
- （德文）Schaulen, Fritjof.  [Oak Leaves Bearers 1940 – 1945 Contemporary History in Color III Radusch – Zwernemann]. Selent, Germany: Pour le Mérite. 2005. ISBN 978-3-932381-22-5.
- （英文）Tauber, Kurt P. . Middletown, Connecticut: Wesleyan University Press. 1967. OCLC 407180.
- （英文）Williamson, Gordon. . Oxford, UK: Osprey Publishing. 2006. ISBN 978-1-84176-644-7.

## 外部連結
- （德文）汉斯-乌尔里希·鲁德尔（德国国家图书馆目录）
- （德文）. Der Spiegel. 1953, 19  [2016-01-07]. ISSN 0038-7452. （原始内容存档于2020-08-16）.
- （德文）. Der Spiegel. 1956, 20  [2016-01-07]. ISSN 0038-7452. （原始内容存档于2020-08-16）.
- （德文）. Der Spiegel. 1957, 35  [2016-01-07]. ISSN 0038-7452. （原始内容存档于2020-08-16）.
- （德文）. Der Spiegel. 1959, 16  [2016-01-07]. ISSN 0038-7452. （原始内容存档于2020-08-16）.
- （德文）. Der Spiegel. 1992, 12  [2015-12-30]. ISSN 0038-7452. （原始内容存档于2021-03-04）.
- （英文） (PDF). Central Intelligence Agency.   [2015-12-28]. （原始内容存档 (PDF)于2016-03-04）.

| 军职                      | 军职                                                       | 军职                     |
| ------------------------- | ---------------------------------------------------------- | ------------------------ |
| 前任： 漢斯-卡爾·塞普中校 | 第2對地攻擊「英麥曼」聯隊聯隊長 1944年10月1日—1945年2月8日 | 繼任： 弗里德里希·朗少校 |
| 前任： 庫爾特·科爾梅中校  | 第2對地攻擊「英麥曼」聯隊聯隊長 1945年4月—1945年5月8日     | 繼任： 無                |